# Anthophora albosignata
Anthophora albosignata är en biart som först beskrevs av Heinrich Friese 1896.  Anthophora albosignata ingår i släktet pälsbin, och familjen långtungebin. Inga underarter finns listade i Catalogue of Life.